# Graziela Barroso
Graziela Maciel Barroso (née en 1912 et décédée en 2003) est une botaniste brésilienne connue comme une experte de premier plan de la flore du Brésil, ainsi qu'une spécialiste des Asteraceae,. Elle a été présidente et professeure du département de botanique de l'université de Brasilia et a publié trois volumes de Sistemática de Angiospermas do Brasil.
Barroso a identifié plus d'une centaine d'espèces, et deux Bromeliaceae ont été nommées en son honneur : Tillandsia grazielae (en) et Tillandsia barrosoae,. De plus, trois genres de plantes ont été nommés en son honneur : Grazielanthus (en) (de la famille des Monimiaceae), Grazielia (en) (de la famille des Asteraceae), et Grazielodendron riodocensis (de la famille des Fabaceae),.
Retraitée de l'école en 1982, son quatrième livre, Fruits and Seeds, a été publié en 1999. Plus de 25 espèces de plantes identifiées ces dernières années ont été nommées en son honneur, telles que Dorstenia grazielae (en) de la famille des Moraceae et Diatenopteryx grazielae (en),.